# Bill White
William "Bill" Howard White (San Antonio, Texas, 16 de juny de 1954) fou el 60è alcalde de la ciutat de Houston, des del 2 de gener de 2004 al 2 de gener de 2010. És membre del Partit Demòcrata.
Després d'acabar els estudis secundaris en l'Institut Churchill, va assistir a la Universitat Harvard, gràcies a una beca de la Legió Nord-americana, i va obtenir el cum laude amb la llicenciatura d'Economia. Després va assistir a la facultat de Dret de la universitat de Texas, on es va graduar amb alts honors. Va treballar en un bufet d'advocats capdavanter d'Houston, des de 1979 fins a 1993.Des de 1995 fins a 1998, va ser president del Partit Demòcrata, i de 1993 a 1995 i secretari d'estat d'Energia sota la presidència de Bill Clinton.